# Arquidiocese das Paróquias da Europa Ocidental de Tradição Russa
A Arquidiocese das Paróquias da Europa Ocidental de Tradição Russa (russo: Архиепископия западноевропейских приходов русской традиции) ou Arquidiocese das Igrejas Ortodoxas de Tradição Russa na Europa Ocidental (russo: Архиепископия православных церквей русской традиции в Западной Европе, em francês:  Archevêché des Églises Orthodoxes de Tradition Russe en Europe Occidentale), é uma diocese com um status especial dentro do Patriarcado de Moscou, composta por paróquias de tradição ortodoxa russa, localizadas na Europa Ocidental, sua sede em Paris. A diocese vem da Administração Provisória das Paróquias Russas na Europa Ocidental, criada em 1921.

## História
Na época da criação do Exarcado do Patriarcado de Moscou na Europa Ocidental, a diocese compreendia paróquias ortodoxas russas que estavam sob administração do bispo emigrante russo Eulógio Georgiyevski. Este último decidiu passar para a jurisdição do Patriarcado Ecumênico, pois não estava disposto a continuar sua subordinação administrativa ao Patriarcado de Moscou, então sob controle total do Estado Soviético, nem estava disposto a reconhecer a autoridade dos Ortodoxos Russos baseados na Iugoslávia, a Igreja Russa fora da Rússia, então chefiada por Antônio (Khrapovitski).
Em 1931, o Metropolita Eulógio, junto com o clero e leigos que o apoiavam, foi admitido no Patriarcado Ecumênico de Constantinopla. Essas paróquias receberam o status de Exarcado temporário na Europa Ocidental, que foi abolido em 1965. O Metropolita Eulógio permaneceu sob a jurisdição de Constantinopla até 1944, quando decidiu levar sua comunidade de volta ao Patriarcado de Moscou. A reunião foi formalizada em 1945, mas muitas questões importantes permaneceram sem solução. No entanto, após sua morte em 1946, uma nova ruptura ocorreu em 1947, com um grande número de paróquias novamente entrando no Patriarcado de Constantinopla.
Em 22 de novembro de 1965, o Patriarca Atenágoras de Constantinopla aboliu o exarcado devido ao fato de que a Igreja Russa, “livrando-se das divisões e organizando-se internamente, adquiriu liberdade externa” e a necessidade de uma organização temporária desapareceu. A proposta do Patriarca Atenágoras de retornar ao Patriarcado de Moscou não foi implementada. Depois disso, até 1971, esta organização existiu como "Arquidiocese Ortodoxa da França e Europa Ocidental e Igrejas Russas da Europa Ocidental da Diáspora", como uma "Arquidiocese independente".
Em 1971, a arquidiocese foi novamente aceita no Patriarcado Ecumênico de Constantinopla. O Patriarca Atenágoras I regulamentou a posição da arquidiocese, sob o omofório do Patriarca de Constantinopla, reconhecendo sua autonomia interna. Nova reorganização foi implementada em 19 de junho de 1999, quando o Patriarca Bartolomeu de Constantinopla criou o Exarcado de Paróquias de Tradição Russa na Europa Ocidental, concedendo-lhe um tomos. Em 27 de novembro de 2018, o Santo Sínodo do Patriarcado de Constantinopla aboliu os tomos de 1999. As paróquias do ex-exarcado foram instruídas a se juntarem às dioceses relevantes do Patriarcado de Constantinopla.
No dia 23 de fevereiro de 2019, a arquidiocese realizou sua Assembléia Geral Extraordinária. 191 dos 206 eleitores votaram contra a dissolução, 15 votaram a favor da dissolução. Após a votação, o Arcebispo João  (Reneto) leu uma carta que o Arcebispo Antônio de Viena e Budapeste, chefe do Departamento Sinodal do Patriarcado de Moscou para a Administração de Instituições no Exterior, havia escrito. Em sua carta, Antonio escreveu que a Igreja Ortodoxa Russa estava pronta para receber a arquidiocese sob sua jurisdição.
Em 14 de setembro, o Arcebispo João (Reneto), se juntou pessoalmente ao Patriarcado de Moscou, que lhe concedeu o título de Arcebispo de Dubna. Em 7 de outubro de 2019, o Santo Sínodo do Patriarcado de Moscou confirmou a aceitação de clérigos e paróquias "que manifestaram tal desejo". Nem todas as paróquias e clérigos do antigo Exarcado seguiram o Arcebispo João, juntando-se a várias jurisdições como a Metrópole Ortodoxa Grega da França (sob o Patriarcado Ecumênico), Igreja Ortodoxa Romena, Igreja Ortodoxa Búlgara e Igreja Ortodoxa Sérvia.

## Estrutura e Organização
Em dezembro de 2019, a arquidiocese era composta por 67 mosteiros, paróquias e comunidades. A arquidiocese é financeiramente independente.

## Bispos
- Eulógio (Georgievski) (1921-1946)
- Vladimir (Tikhonitski) (1946-1959)
- George (Tarasov) de Siracusa (1960-1981)
- George (Wagner) de Evdokia (1981-1993)
- Sérgio (Konovalov) de Evkarpia (1993-2003)
- Gabriel (de Vylder) de Komana (2003-2013)
- Jó (Getcha) de Telmessos (2013-2015)[26]
- João (Renneteau) de Dubna (2016-)[27]